# Bonaventura Rubino
Pour les articles homonymes, voir Rubino (homonymie).
Bonaventura Rubino (Montecchio di Lombardia,1600 - 1668) est un compositeur italien de la période baroque.

## Biographie
On ne connaît ni la date exacte de sa naissance, ni celle de sa mort. Dans les frontispices de ses œuvres, il se déclare lui-même natif de Montecchio di Lombardia, près de Bergame.
Bonaventura Rubino était franciscain, frère mineur conventuel. De 1643 à 1665, on note sa présence à Palerme comme maître de chapelle de la cathédrale. Il appartient également à l'Academia dei Riaccesi, association qui participait aux fêtes et cérémonies religieuses.
Pour ce qu'il en subsiste, la production de Rubino se compose de sept recueils de musique sacrée, écrits entre 1645 et 1658, donc pendant son séjour à Palerme.
On lui doit notamment des Vêpres à la Vierge Marie, Vespro per lo Stellario della beata Vergine (1644), qui se composent d'une suite de psaumes dont le style est d'une grande diversité et richesse polyphonique, sur le modèle de celles composées par Claudio Monteverdi (1610).

## Compositions
- Op. 1 Vespro della Beata Vergine - Prima parte del tesoro armonico Palerme, 1645
- Op. 2 Messa, e Salmi A Otto Voci, Concertati nel Primo Choro di Fr. Bonaventura Rubino da Montecchio di Lombardia. 1651
- Op. 3 Il primo libro de motetti concertati a due, tre, quattro, e cinque voct. Di F. Bonaventura Rubino da Montechio di Lombardia Min F. dedicati all'illustriss. et eccellentiss. signor D. Fr. Martin de Leon, et Cardenas arcivescovo di Palermo 1651
- Op. 4 Il secondo libro de mottetti a due, tre, quattro, e cinque voa, con una Messa de morti 'nelfine a 5 concertata 1653
- Op. 5 Salmi Varii Variamente Concertati con Sinfonie d'obligo, et a beneplacito di F. Bonaventura Rubino da Montecchio di Lombardia. Palerme. 1655. 23 settings of 9 psalms.
- Op. 6 Salmi
- Op. 7 Salmi 1658